# Estación de Can Ros
Can Ros es un apeadero ferroviario situado en el municipio español de San Vicente dels Horts, en la provincia de Barcelona, comunidad autónoma de Cataluña. Forma parte de la línea Llobregat-Noya de Ferrocarriles de la Generalidad de Cataluña (FGC) por donde circulan trenes de las líneas suburbanas S3, S4, S8 y S9, así como las de cercanías R5 y R6. Es también cabecera de la línea suburbana S3. La estación de Can Ros registró en 2018 una entrada total de 439 245 pasajeros, de los cuales 23 582 corresponden a servicios de cercanías y 415.663 al Metro del Baix Llobregat.

## Situación ferroviaria
La instalación se encuentra ubicada en el punto kilométrico 15,53 de la línea férrea de ancho métrico que une la antigua estación de Magoria con Martorell y Manresa a 37 metros de altitud. El tramo es de vía doble y está electrificado. El kilometraje parte de la primigenia estación de Magoria, histórico origen de la línea.

## Historia
No forma parte de las estaciones originales de la línea, sino que se abrió sobre el trazado ya existente desde 1912, no poniéndose en servicio hasta la década de los 70. Su propósito inicial era dar servicio a las nuevas zonas de expansión del municipio y que quedaban muy retiradas de la estación de referencia, inaugurada en 1912.
El 5 de septiembre del 1979 se creó la nueva empresa de Ferrocarriles de la Generalidad de Cataluña. Tras el restablecimiento de la Generalidad de Cataluña, un Real Decreto del 28 de julio de 1978 le transfirió las competencias en materia de transporte, haciéndose cargo de la explotación desde el 2 de noviembre, de manera transitoria desde la Consejería de Política Territorial y Obras Públicas.
2000: Se inaugura la línea S8 hasta Martorell-Enlace.
Entre el 20 de octubre de 2007 y el 2 de febrero del 2008, a causa de un socavón en las obras de la línea de alta velocidad en Hospitalet de Llobregat, el tramo entre Hospitalet-Av. Carrilet y Plaza España estuvo sin servicio, siendo cubierto por la línea 1 de metro entre ambas estaciones y por un autobús entre L'Hospitalet-Av. Carrilet y Europa Fira.
El 9 de febrero del 2008 se aumentaron las frecuencias de trenes en toda la línea, llegando a un intervalo de paso de 5 minutos en hora punta entre Barcelona-Plaza España y Martorell Enlace, y hasta un tren cada 20 minutos en hora punta en los ramales de Manresa e Igualada, cuando antes solo había un tren cada hora. Este refuerzo consiste en la reimplantación de los Metros Comarcales anteriormente existidos R50 y R60, con un nuevo cambio de R50 a R5 y de R60 a R6, trenes que recorren el trayecto entre Martorell-Central y Manresa-Apeadero R5 o entre Martorell-Central e Igualada R6 usando cada uno de los ramales.
El 2 de julio del 2012 se suprimieron los servicios de los trenes lanzaderas de Martorell-Central - Manresa-Apeadero en la línea R5 y los de Martorell-Central e Igualada en la línea R6, siendo sustituidos por una frecuencia de 30 minutos entre Barcelona-Plaza España - Manresa Apeadero en la R5 y lo mismo para Barcelona-Plaza España - Igualada en la R6.
El 20 de julio del 2017 cambia la nomenclatura de la S33 por la S3 y se crea una nueva línea, la S9.

## La estación
Se sitúa entre las calles Llobregat y Badajoz. Para comunicar ambas calles existe bajo las vías un acceso libre que las une y que sirve a su vez de acceso al piso superior de la estación mediante escaleras convencionales, mecánicas y ascensor. También se hallan dos máquinas de venta de billetes y el control de accesos. En el piso superior consta únicamente de un andén central de 94 metros de longitud cubierto con una marquesina de hormigón al que acceden dos vías.
Pese al carácter de apeadero que tiene la estación, la capacidad que tiene que expedir trenes (es cabecera de la S3) la convierte en una estación de facto, gracias a los cambios de vía que son posibles tanto al norte como al sur de la estación, fuera del recinto de la propia instalación. De este modo los trenes de la S3 que finalizan su recorrido en la estación, efectúan un cambio de vía en sentido sur antes de alcanzar San Vicente dels Horts o bien continúan en sentido norte y vuelven a entrar en la estación para ser expedidos con vía ya cambiada.

## Servicios ferroviarios
Esta estación está dentro de la tarifa plana del área metropolitana de Barcelona, cualquier trayecto entre dos de los municipios de la área metropolitana de Barcelona se contará como zona 1. El horario de la estación se puede consultar en el siguiente enlace. El esquema de líneas del ferrocarril Llobregat-Noya puede descargarse de este enlace. El plano integrado de la red ferroviaria de Barcelona puede descargarse en este enlace.

### Servicios de mercancías[8]
Actualmente, FGC opera dos servicios de transporte de mercancías en esta línea:
- Transporte de potasa entre las estaciones de Suria y el Puerto de Barcelona. Circulan tres trenes diarios (mañana, tarde y noche), de lunes a viernes, formados por un máximo de 20 vagones tolva de la serie 62 000, remolcados por una locomotora de la serie 257. Con la composición máxima, tienen una longitud de 270 metros, y un peso máximo de 1 200 toneladas.

Autometro opera los siguientes servicios:
- Transporte de automóviles nuevos de SEAT entre la factoría situada en Martorell y el Puerto de Barcelona. Circulan tres trenes diarios (mañana, tarde y noche), de lunes a viernes, formados por una composición de siete vagones de la serie 65 000, remolcados por una locomotora de la serie 254. Estos trenes tienen una longitud de 400 metros, y un peso de unas 650 toneladas. Desde enero de 2008 circulan trenes de mercancías entre Martorell y el Puerto de Barcelona.[9]

### Servicios de viajeros
Los servicios de las líneas semidirectas R50 y R60 no efectúan parada en la estación. El resto de líneas que circulan realizan parada en la misma, siendo cabecera de la línea suburbana S3.
| << cabecera                 | < estación             | línea            | estación >    | cabecera >>         |
| --------------------------- | ---------------------- | ---------------- | ------------- | ------------------- |
| Línea Llobregat-Noya de FGC |                        |                  |               |                     |
| Barcelona-Plaza España      | San Vicente dels Horts |                  | Terminal      | Terminal            |
| Barcelona-Plaza España      | San Vicente dels Horts |                  | Quatre Camins | Olesa de Montserrat |
| Barcelona-Plaza España      | San Vicente dels Horts | Martorell Enlace | Quatre Camins |                     |
| Barcelona-Plaza España      | San Vicente dels Horts | Quatre Camins    |               |                     |
| Barcelona-Plaza España      | San Vicente dels Horts |                  | Quatre Camins | Manresa-Apeadero    |
| Barcelona-Plaza España      | San Vicente dels Horts | Igualada         | Quatre Camins |                     |